# Jacques de Clermont-Mont-Saint-Jean
Pour les autres membres de la famille, voir Maison de Clermont-Tonnerre.
Jacques de Clermont-Mont-Saint-Jean, né le 25 octobre 1752 au château de Visargent (Sens-sur-Seille) et décédé le 22 septembre 1827 à Vichy, est un général et homme politique français.
Il est issu d'une branche cadette de la Maison de Clermont-Tonnerre et porte les titres de marquis de (Clermont)-Mont-Saint-Jean (sans doute à St-Pierre) et de la Bâtie-d'Albanais, comte de Château-Chinon (par sa femme), baron de Flaxieu, de La Balme et des Terreaux, seigneur de Villers-sous-Saint-Leu, de Mecorax, de Challonge, de Thones, de Visargent, de Bure, de Géraud (Gérand), etc.

## Biographie
Jacques de Clermont est né le 25 octobre 1752 au château de Visargent (Sens-sur-Seille, Ain),. Il est le fils de Jean-Claude de Clermont, marquis de Mont-Saint-Jean et de La Bâtie d'Albanais, baron de Flaxieu, seigneur de La Balme, de Mecoras, de Challonge et des Terreaux, et de Gasparde-Madeleine de Brancion, dame de Visargent (nièce de Gaspard Le Compasseur de Créqui-Montfort, marquis de Courtivron). Il appartient à la famille de Clermont-Mont-Saint-Jean, une branche cadette de la famille dauphinoise des Clermont-Tonnerre,.
Ses études terminées à Lyon, il est destiné à l'état ecclésiastique ; mais bientôt la protection du duc de Clermont-Tonnerre, son parent, lieutenant-général du Dauphiné, le fait entrer au service. Il devient sous-lieutenant au régiment de Lyonnais-infanterie en 1771, capitaine au régiment de Bourbon-Cavalerie en 1777, puis colonel du régiment des chasseurs des Ardennes.

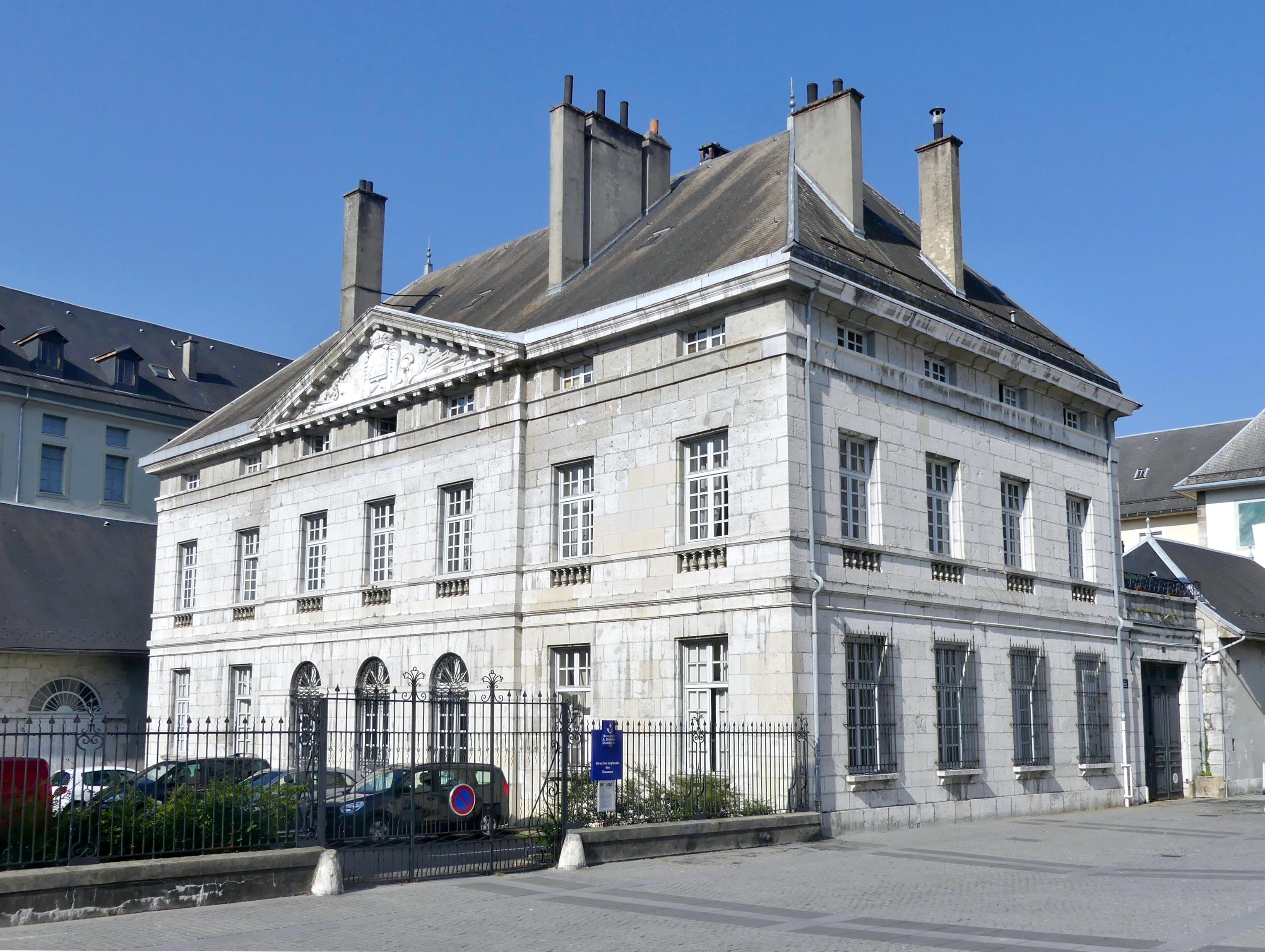
L'hôtel de Clermont-Mont-Saint-Jean, à Chambéry.

Il se fait construire un hôtel particulier à Chambéry en 1784.
En 1789, il prend part aux travaux de l'Assemblée bailliagère de la noblesse du Bugey,, et protège l'évêque de Belley contre qui la population s'était soulevée.
Élu député de la noblesse aux États généraux, le 24 mars 1789, « par le bailliage de Bugey et Valromey », il adhère à l'abandon de certains privilèges, mais s'oppose opiniâtrement au vote par tête et à la réunion des trois ordres. Après la séance royale du 23 juin 1789, il alla trouver ses commettants et obtint d'eux un blanc-seing pur et simple. Il s'associe alors, de retour à l'assemblée, à toutes les déclarations et protestations de la minorité, et adresse à ses collègues, le 30 juin, la lettre suivante :
« Messieurs, La vérification Individuelle des pouvoirs faite en commun entraînant nécessairement pour le jugement de ceux contestés, l'opinion par tête des trois ordres réunis, question que l'ordre de la noblesse du bailliage de Belley en Bugey a traitée et examinée sous tous ses rapports et sur laquelle il a remarqué que dans la forme de convocation adoptée par les États-Généraux actuels la double représentation du troisième ordre lui donne une supériorité de suffrages qui concentre en lui seul toutes les décisions qui pourraient être prises à la majorité des voix des trois ordres réunis et comptés par têtes, de telle manière qu'en adoptant cette nouvelle méthode inconstitutionnelle et dangereuse, l'ordre de la noblesse paraîtrait adhérer à tous les maux qui peuvent en résulter et renoncer au droit antique et sacré de la liberté et de l'indépendance des ordres, droit conservateur de la monarchie, du trône et du bonheur des peuples.
En conséquence, l'ordre de la noblesse du Bugey a spécialement chargé son député de s'opposer à cette innovation, ce que le soussigné fait en déclarant que ses pouvoirs ne peuvent être vérifiés que par son ordre seul.
Qu'il s'oppose au nom de ses commettants à tout ce qui s'est fait ou se fera par un ou deux ordres séparés ou réunis, ne regardant pour obligatoires pour eux que les objets qui auront été délibérés à part, consentis par chaque ordre séparément et revêtus de la sanction du Roi et ce jusqu'à ce que de nouveaux pouvoirs de ses commettants aient manifesté une volonté contraire.
Ce dont il demande acte à Versailles ce trente juin mille sept cent quatre-vingt-neuf. Le marquis de CLERMONT-MONT-SAINT-JEAN. »
À la même époque, Madame Elisabeth, sœur du roi, le charge d'une mission de confiance auprès du comte d'Artois, alors à Turin. Il émigre en 1792, et se retira en Savoie, mais il doit quitter ce pays quand les armées de la République y pénètrent. Il offre alors ses services au roi de Sardaigne, dont il devint le premier aide de camp, et il fait en cette qualité toutes les campagnes du Piémont, et, est nommé en 1796, Brigadier des armées du roi de Sardaigne. En 1799, fuyant devant l'armée française, il réussit à conduire à Klagenfurt (en Carinthie) la comtesse d'Artois, sœur du roi Charles-Emmanuel, et à la mettre en sûreté.
Rentré en France en 1800, le marquis de Clermont-Mont-Saint-Jean vécut dans la retraite jusqu'à la Restauration. À cette époque il est promu (3 mars 1815) au grade de maréchal de camp, et nommé inspecteur des gardes nationales de Seine-et-Marne. Ce département (grand collège) l'élut, le 22 août de la même année, membre de la Chambre des députés : il y vote constamment avec la majorité.
Le roi de Sardaigne lui conféra, en 1817, un brevet de major général honoraire de ses armées et le fait grand-croix de l'ordre des Saints-Maurice-et-Lazare.
Il meurt en 1827, à Vichy,.
Le marquis de Clermont-Mont-Saint-Jean a publié le recueil des Déclarations et protestations de MM. les députés aux États-Généraux de 1789, contre les décrets de l'Assemblée dite constituante (Provins, 1814).
Il était chevalier de l'ordre de Saint-Louis.

## Vie familiale
Jacques de Clermont-Mont-Saint-Jean épousa, en 1780, Louise-Adélaïde de Mascrany de Villiers, chanoinesse du noble et royal chapitre de Migette, fille de François Marie de Mascrany, marquis de Paroy, comte de Château-Chinon, etc, président en la Cour des comptes de Paris, et de Catherine Douet de Vichy, et descendante d'Alexandre de Mascrany. Elle lui apporta, entre autres héritages, la terre de Vichy-en-Bourbonnais. Ils eurent comme enfants :
- Joseph Claude (1782-1846), lieutenant-colonel de hussard, président de la « bannière de Paris » des Chevaliers de la Foi, marié à Alix de Coucy (petite fille de Joachim de Dreux-Brézé, Grand maître des cérémonies) ;
- Joseph-Claude (1783-1826), capitaine aux cuirassiers de Bourbon, marié à Françoise d'Iselin de Lanans (fille du général Louis-Maximilien d'Isselin de Lanans) ;
- Joseph (1784-1837), chef de bataillon dans la garde royale, marié à Charlotte-Joséphine de Vauldry (remariée à Léo de Laborde).

### Sources
- Ch. de Courcelles, Généalogie de la maison de Clermont-Mont-Saint-Jean, Paris 1826